# Suphot Panich
Suphot Panich (Bangkok, 20 luglio 1936) è un ex calciatore thailandese di ruolo attaccante.

## Carriera
Con la Nazionale thailandese ha partecipato alle Olimpiadi del 1968.